# Speyeri egyházmegye
A Speyeri egyházmegye (latinul: Dioecesis Spirensis, németül: Bistum Speyer) egy németországi római katolikus egyházmegye. A német nyelvterület egyik legősibb egyházmegyéje, története a 4. századig nyúlik vissza.
Az egyházmegye a bambergi érsek alá tartozik, jelenlegi püspöke Karl-Heinz Wiesemann. Székesegyháza a speyeri Szűz Mária és Szent István-katedrális.

## Története

### A középkori püspökség

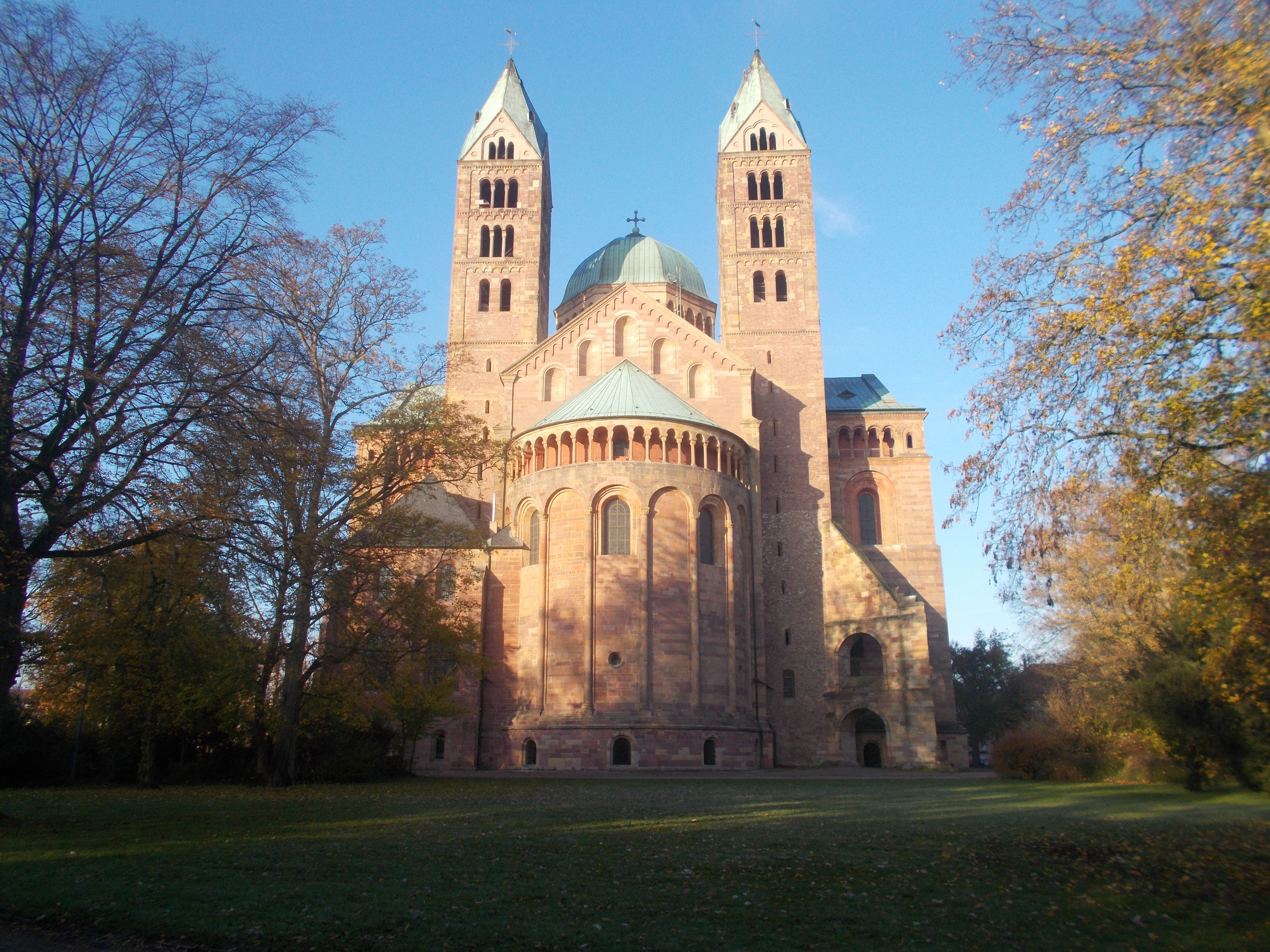
A speyeri dóm

A speyeri püspököt először egy 346-ból származó dokumentumban említik, teljes történetét azonban csak 7. századtól ismerjük. 614-ben Hilderich püspököt a párizsi zsinat egyik résztvevőjeként említik, utódjához, Athanasiushoz pedig az első dóm felépítése köthető. 748-ban a mainzi érsek alá rendelik az egyházmegyét. 969-ben I. Ottó német-római császár Speyer városát a püspöknek adományozta, s ezzel a püspök világi uralkodóvá is vált. Az ezt követő időszakban Speyer a Német-római Birodalom egyik legjelentősebb városává nőtte ki magát úgy politikai, mint kulturális szempontból. 1030-ban kezdte meg II. Konrád császár a speyeri dóm építését, mely ekkor a birodalom és világ legnagyobb katedrálisa lett. Felszentelésére 1061-ben került sor.
1131-ben Clairvaux-i Szent Bernát a dómban prédikált, és ekkor vette rá III. Konrádot, hogy vegyen részt a második kereszteshadjáratban. A 11. századtól Speyer városa egyre több kiváltságot kapott, 1294-ben pedig elnyerte a szabad birodalmi város rangot, így kikerült a püspök hatalma alól. 1371-ben a speyeri püspök áttette székhelyét Udenheimba, majd innen 1723-ban Bruchsalba.

### Újraalapítása

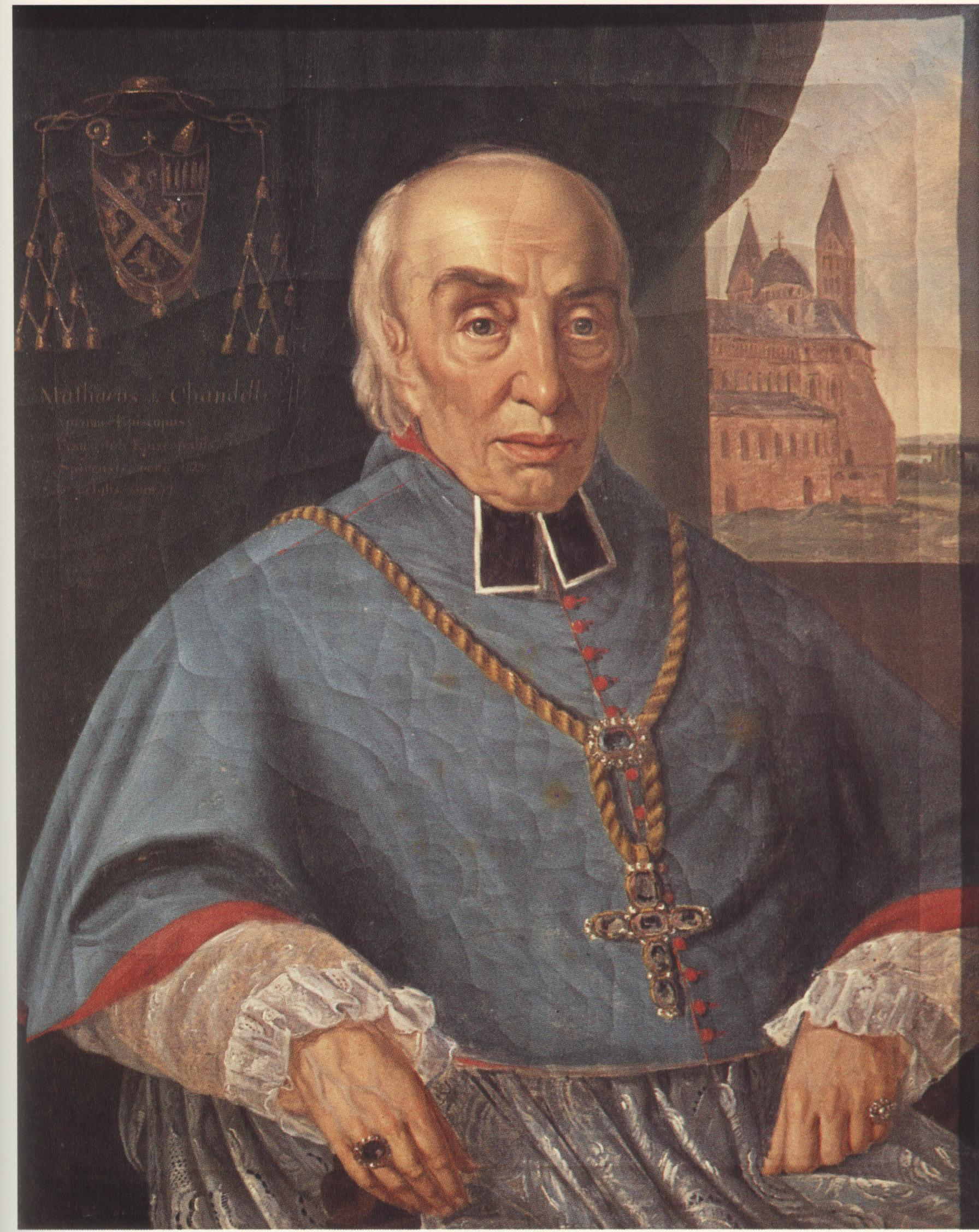
Matthäus Georg von Chandelle püspök

1697-ben a pfalzi örökösödési háborút lezáró rijswijki béke értelmében a püspökség átadta Franciaországnak Philippsburg erődjét, később pedig a Rajna bal partján fekvő területeit is. Ezzel megkezdődött hanyatlása, mely az 1803-ban bekövetkezett szekularizációig tartott. Ekkor megmaradt területeit a Badeni Őrgrófság kapta.
A mai formájában (azaz világi hatalom nélkül) 1817-ben alapították újra a püspökséget a Bajor Királyság és a Szentszék között létrejött konkordátum alapján, melyben rendezték a bajor egyházmegyék sorsát. I. Miksa bajor király akaratának megfelelően az egyházmegyék határai nem lépték át Bajorország és a többi német állam határait, így Speyer határai is pontosan egyeztek a Rajna-menti bajor exklávé (Rheinkreis) határaival, illetve ez az oka annak is, hogy ekkor a – szintén a Bajor Királysághoz tartozó — Bambergi főegyházmegye alá rendelték, noha a nagy távolság miatt ezt földrajzilag semmi sem indokolta volna. Az újraalapított püspökség első püspöke, Matthäus Georg von Chandelle ténylegesen csak 1822. január 22-én foglalhatta el székét, miután az egykori Német-római Birodalom többi területén is rendezték az egyházmegyék sorsát.
1817 és 1822 között Johann Jakob Humann kormányozta, mint apostoli vikárius.

### A 20. századtól
A 20. század első évtizedeiben folyamatosan növekedett a katolikus lakosság az egyházmegyében, ekkor sok új plébánia alapítására került sor. A nemzetiszocializmus időszaka alatt püspökei keményen bírálták a náci ideológiát, amiért cserébe a propaganda „államidegennek” és „hazaárulónak” bélyegezte őket. A második világháborút követően az újjáépítés mellett nagy létszámú olasz, spanyol és portugál vendégmunkás integrációját is meg kellett oldani.

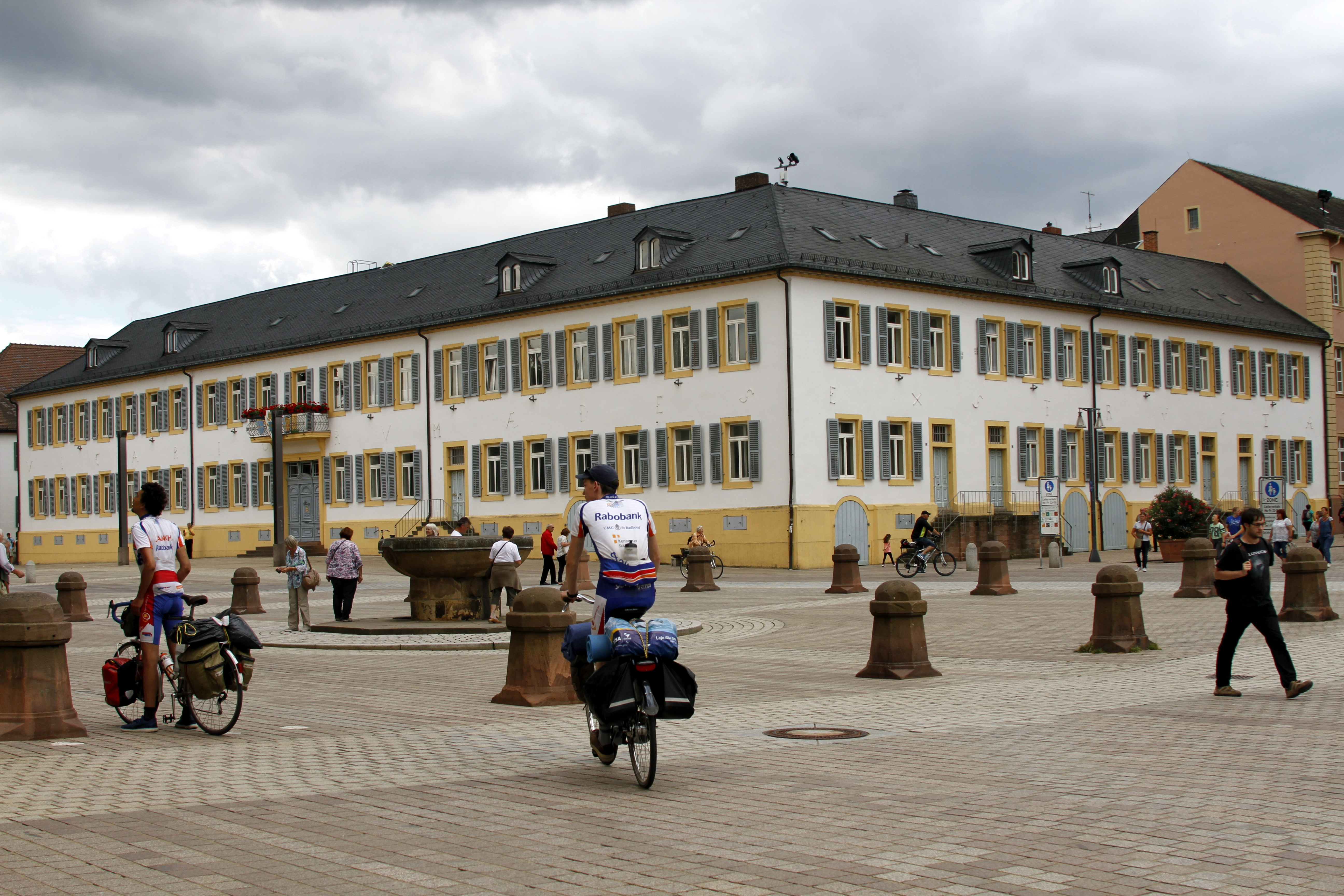
A mai püspöki palota

Az évszázad második felére elhatalmasodó paphiány miatt a 350 plébánia közel harmada betöltetlen maradt. Ezért 1973-ban, majd 2015-ben az egyházmegye teljes struktúráját átszervezték. A korábbi 346 helyett, a 2015-ös egyházmegyei reform óta 70 plébánia működik az egyházmegyében.

## Egyházszervezet
Az egyházmegye Németország délnyugati részén, Rajna-vidék-Pfalz déli és a Saar-vidék keleti területein fekszik. Mintegy 5.900 km²-nyi területén 10 espereskerületben 70 plébániai közösség működik.

## Az egyházmegye püspökei 1828-tól

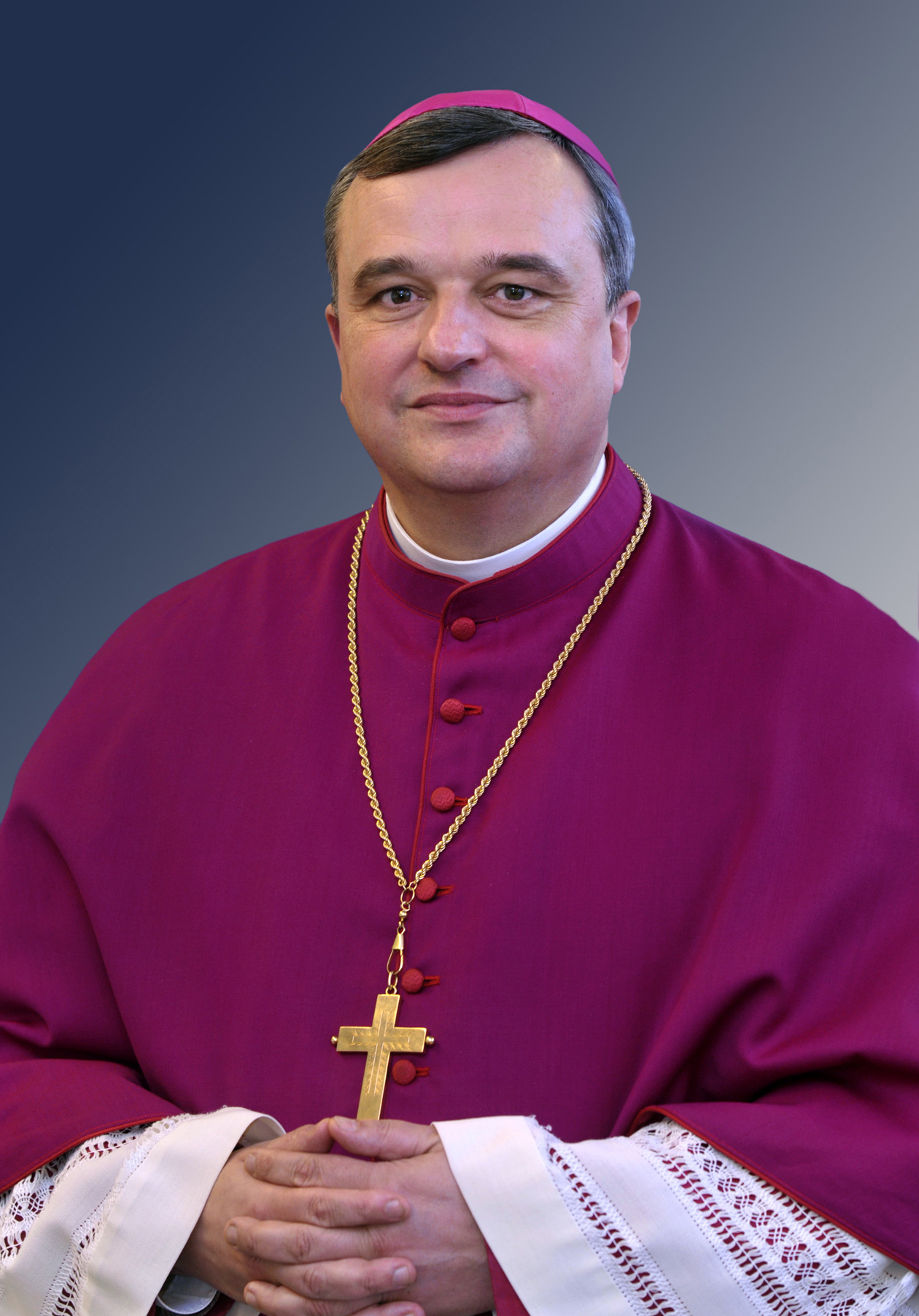
Dr. Karl-Heinz Wiesemann, a jelenlegi megyéspüspök

- Matthäus Georg von Chandelle (1818–1826)
- Johann Martin Manl (1826–1835)
- Peter Richarz 1835 (1836)
- Johannes von Geissel (1836–1842)
- Nikolaus von Weis (1843–1869)
- Conrad Reither (1870–1871)
- Daniel Bonifaz von Haneberg (1872–1876)
- Joseph Georg von Ehrler (1878–1905)
- Conrad von Busch 1905–1910)
- Michael von Faulhaber (1910–1917)
- Ludwig Sebastian (1917–1943)
- Joseph Wendel (1943–1952)
- Isidor Markus Emanuel (1953–1968)
- Friedrich Wetter (1968–1982)
- Anton Schlembach (1983–2007)
- Karl-Heinz Wiesemann (2008– )

## Szomszédos egyházmegyék
- Metzi egyházmegye (délnyugat)
- Trieri egyházmegye (északkelet)
- Mainzi egyházmegye (észak)
- Freiburgi főegyházmegye (délkelet)
- Strasbourgi főegyházmegye (dél)